# منتخب الأوروغواي لكرة اليد الشاطئية للسيدات
منتخب الأوروغواي لكرة اليد الشاطئية للسيدات (بالإسبانية: Selección femenina de balonmano playa de Uruguay)‏ هو ممثل الأوروغواي الرسمي في المنافسات الدولية في كرة اليد الشاطئية للسيدات
.